# Impatiens balsamina
Impatiens balsamina, de nombre común balsamina, camantigue, madama o alegría, es una especie de la familia de las bálsamo caras nativa del sureste asiático. Se utiliza habitualmente como planta ornamental por su profusa floración.

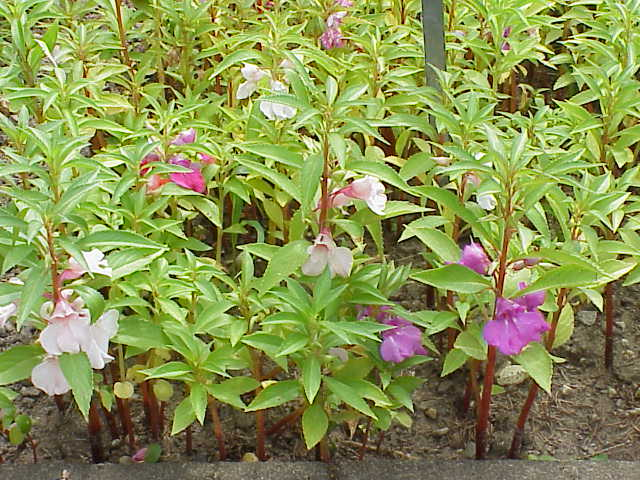
Hábito.

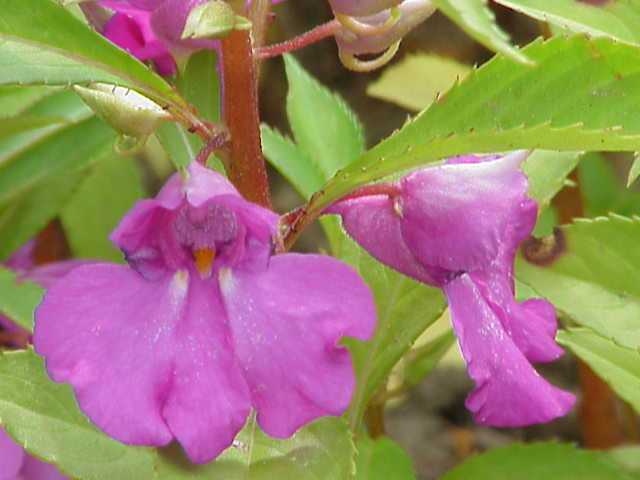
Detalle de la flor.

## Descripción
Es una herbácea perenne que puede comportarse como anual en algunos climas. No suele sobrepasar los 60 cm de altura, con tallos acuosos y rectos muy ramificados. Las hojas, de color verde claro, son simples, alternas, de forma lanceolada o elíptica, tienen peciolos cortos y bordes muy aserrados.
Las flores surgen en las axilas de las hojas en racimos sésiles de hasta tres flores. La corola está formada por dos labios superiores, tres sépalos, uno de ellos forma un tubo curvado lleno de néctar y tres pétalos desiguales en colores desde el blanco al amarillento o rojizo, aunque predominan los tonos rosas o púrpuras. Existen variedades simples, dobles o semidobles y su floración es muy abundante.
El fruto es una cápsula ovoide que explota al tocarla esparciendo las semillas.

Puede florecer durante todo el año.
Heródoto refiere (Nueve Libros de la Historia, libro I, capítulo CXCIV) que se usaba en Babilonia para producir aceite, que preferían al aceite de oliva.

## Cultivo
Requiere exposición soleada evitando la insolación de mediodía. Riegos moderados que mantengan la tierra siempre húmeda, pero evitando el exceso que podría provocar pudrimiento de los tallos. 
Si se cultiva en macetas conviene trasladar al interior, ya que no soporta el frío (mínimo de seguridad de unos 13 °C.), en una ubicación luminosa y reducir los riegos.
 Es conveniente abonar durante el periodo vegetativo y trasplantar, si se cultiva en recipientes, cada primavera, ya que tiene un abundante sistema radicular.
Se multiplica por esquejes y semillas. 

Es propensa a infestaciones de hongos, araña roja, mosca blanca y  pulgón.

## Taxonomía

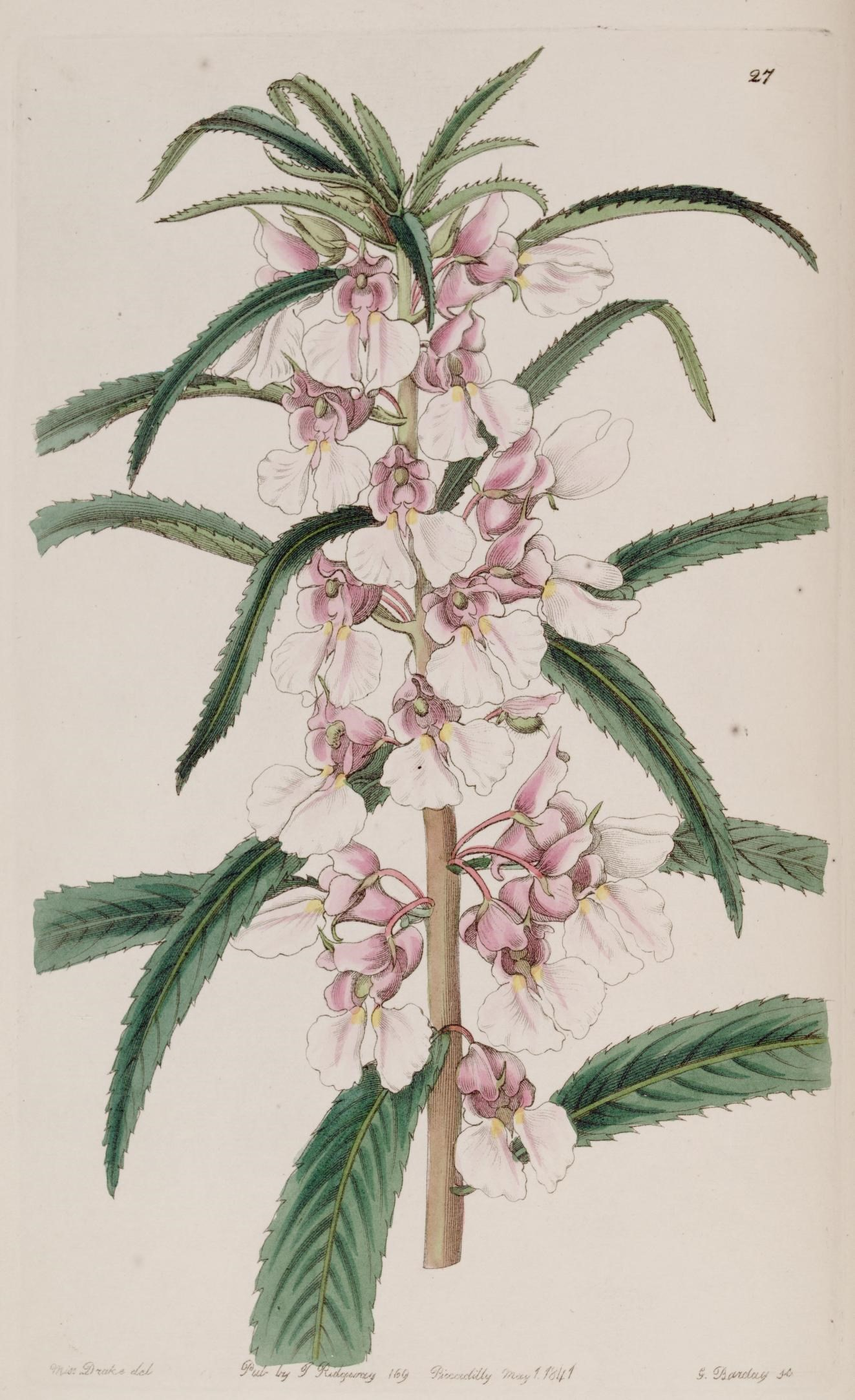
Ilustración de 1841

Impatiens balsamina fue descrita por  Carlos Linneo y publicado en Species Plantarum 2: 938. 1753.
Etimología
Impatiens: el nombre científico de estas plantas se deriva de impatiens (impaciente), debido a que al tocar las vainas de semillas maduras estas explotan, esparciéndolas  a varios metros. Este mecanismo es conocido como balocoria, o también como "liberación explosiva".
balsamina: epíteto:
Sinonimia
| - Balsamina angustifolia Blume - Balsamina balsamina (L.) Huth - Balsamina coccinea DC. - Balsamina cornuta DC. - Balsamina foeminea Gaertn. - Balsamina hortensis Desp. - Balsamina lacca Medik. - Balsamina minutiflora Span. - Balsamina mollis G.Don | - Balsamina odorata Buch.-Ham. ex D.Don - Balsamina racemosa Buch.-Ham. ex D.Don - Impatiens arcuata Benth. - Impatiens cornuta L. - Impatiens eriocarpa Launert - Impatiens lobbiana Turcz. - Impatiens longifolia Wight - Impatiens malayensis Griff. - Impatiens rosea Lindl. - Impatiens stapfiana Gilg |

## Nombres comunes
- Bella Helena, adornos, belenes de México, capuchina de Cádiz, chinos de México, madamas de Cuba, miramelindos, nicaraguas.[6]